# Sergey Semenov (lutte)
Pour les articles homonymes, voir Semenov.
Ne doit pas être confondu avec Serhiy Semenov.
Sergey Semenov est un lutteur russe né le 10 août 1995 à Toula. Il a remporté une médaille de bronze en moins de 130 kg aux Jeux olympiques d'été de 2016 à Rio de Janeiro.
Dans cette catégorie, il est médaillé d'or aux Championnats du monde de lutte 2018 à Budapest, médaillé d'argent aux Jeux européens de 2019 à Minsk et médaillé de bronze aux Championnats d'Europe de lutte 2019 à Bucarest.